# Rue Pierre-Villey
Rue Pierre-Villey är en återvändsgata i Quartier du Gros-Caillou i Paris sjunde arrondissement. Gatan är uppkallad efter den franske professorn Pierre Villey (1879–1933). Rue Pierre-Villey börjar vid Rue Saint-Dominique 32.

## Omgivningar
- Saint-Pierre-du-Gros-Caillou
- Passage de la Vierge
- Square Sédillot
- Avenue Bosquet
- Passage Landrieu

## Bilder
| - Gatuskylt. - Saint-Pierre-du-Gros-Caillou. |

## Kommunikationer
- Tunnelbana – linje  – Alma – Marceau
- Tunnelbana – linje  – École Militaire
- Busshållplats Bosquet – Saint-Dominique – Paris bussnät

### Webbkällor
- ”Rue Pierre-Villey”. Mairie de Paris. https://web.archive.org/web/20160303215056/http://www.v2asp.paris.fr/commun/v2asp/v2/nomenclature_voies/Voieactu/7437.nom.htm. Läst 2 november 2023.
- ”Rue Pierre-Villey (7ème arrondissement)”. Les rues de Paris. https://web.archive.org/web/20160409063840/http://www.parisrues.com/rues07/paris-07-rue-pierre-villey.html. Läst 2 november 2023.